# Нейдгардт, Алексей Борисович
Алексей Борисович Нейдгардт (Нейдгарт) (1 [13] сентября 1863, Москва — 6 ноября 1918, Нижний Новгород) — российский политический и государственный деятель. Член Государственного совета Российской империи. Причислен к лику святых Русской православной церковью в 2000 году.

## Биография
Родился в Москве 1 (13) сентября 1863 года в семье представителя известного российского дворянского рода, офицера (впоследствии действительного тайного советника и обер-гофмейстера Высочайшего Двора) Бориса Александровича Нейдгардта (1819—1900). Мать, Мария Александровна (1831—1904), приходилась правнучкой А. В. Суворову.
В военной службе состоял с 1 сентября 1881 года. В августе 1883 года окончил Пажеский корпус по первому разряду и был выпущен из фельдфебелей прапорщиком в Преображенский лейб-гвардии полк, с 1884 года — подпоручик. затем окончил 3-е Александровское военное училище. Уже 14 марта 1887 года, после женитьбы, вышел в запас, в 1894 году уволен с воинской службы в чине гвардии подпоручика.
Жил в своём имении в Нижегородской губернии. С 1890 года — земский начальник III участка Княгининского уезда Нижегородской губернии. С 24 января 1897 по 15 апреля 1904 года — Нижегородский губернский предводитель дворянства; был почётным мировым судьёй Княгининского уезда.
С 1901 года являлся почетным опекуном Опекунского совета учреждений императрицы Марии Фёдоровны по Санкт-Петербургскому присутствию. Щедро жертвовал на нужды и постройку православных церквей Нижегородской губернии, за что неоднократно удостаивался благословения иерархов Православной церкви и Священного синода как «ревностный созидатель Божьих храмов». С 1906 года состоял ктитором Екатерининского храма при приюте для бедных дворян. На доброхотные пожертвования выстроил в Нижнем Новгороде Народный дом. Был попечителем целого ряда приютов и учебных заведений.
С 19 марта 1904 по 5 января 1906 года — екатеринославский губернатор, действительный статский советник. Уволен в отставку по болезни с причислением к министерству внутренних дел.
С 1906 года — член Постоянного совета дворянских съездов. Также с апреля 1906 года — член Государственного совета от Нижегородского губернского земского собрания (до 1915 года). Первоначально входил в состав Группы центра, в 1911 году организовал и возглавил Группу правого центра, которая стала главной опорой правительства П. А. Столыпина в верхней палате (ранее она входила в состав Группы центра и также возглавлялась Нейдгардтом). Был докладчиком по реформе волостного суда. С 1915 года — член Государственного совета по назначению.
Нейдгардт вошёл в Русское окраинное общество с его образования в 1908 году.
В 1909 году был одним из организаторов Всероссийского национального клуба, являлся членом его совета старшин.
За труды в Строительном комитете по сооружению в Санкт-Петербурге Феодоровского собора в память 300-летия царствования Дома Романовых получил Высочайшую благодарность от Императора Николая II и 4 марта 1914 года был назначен ктитором храма-памятника.
С 1914 года был председателем Комитета Великой княжны Татьяны Николаевны для оказания временной помощи пострадавшим от военных бедствий, входил в состав Верховного Совета по призрению семей лиц, призванных на войну, а также семей раненых и павших воинов. Придерживался последовательно монархических взглядов.
В мае 1917 года был выведен за штат вместе с другими членами Государственного совета. Уехал в Нижегородскую губернию. В октябре 1917 года уволен от службы большевиками.

### Арест и мученическая кончина
В 1918 году (7 июня) вместе с епископом Лаврентием (Князевым) и настоятелем Нижегородского кафедрального собора священником Алексеем Порфирьевым подписал воззвание к пастве от имени съезда духовенства, призывающее протестовать против закрытия православных храмов, монастырей и конфискации церковного имущества. Вскоре все подписавшие воззвание были арестованы и расстреляны без суда — 6 ноября 1918 года (или 7 ноября в «ознаменование славной годовщины»).
В 1991 году реабилитирован Российской прокуратурой.
В 2000 году прославлен в лике святых Архиерейским собором Русской православной церкви (вместе с епископом Лаврентием (Князевым) и Алексеем Порфирьевым).

## Награды
- Орден Святой Анны 3-й степени;
- Орден Святого Станислава 1-й степени (1907);
- Орден Святой Анны 1-й степени (1912);
- Орден Святого Владимира 2-й степени (1914)

Иностранные:
- гесенский Орден Филиппа Великодушного кавалерский крест 2-й степени (1905);
- персидский Орден Льва и Солнца 1-й степени (1905)

## Семья
Женился 7 января 1887 года на княжне Любови Николаевне Трубецкой (14.03.1868—1928), которая умерла в эмиграции.
Их дети: Елизавета, Мария (в браке — кн. Ухтомская), Наталия (в браке — Муррей), Борис (1898—1918). Сын и одна из дочерей были расстреляны в 1918 году в Нижнем Новгороде.